# Газиместан
Газиместан е мемориален комплекс, построен на възвишение близо до град Прищина в Косово. Намира се на около 6 – 7 км от Косово поле, където през 1389 г. се е състояла битката между османските войски, предвождани от Мурад I, и сборните християнски войски начело със сръбския княз Лазар. Произходът на името е смесен от арабската дума „ghazi“ – „герой“ и сръбската дума „место“. До комплекса може да се стигне по магистралата Косовска Митровица-Прищина. Монументът е построен през 1953 г. по проект на архитект Александър Дероко. Всяка година на Видовден, 28 юни, стотици сърби се събират на Газиместан да отбележат годишнина от Косовската битка. При някои от тези чествания има сблъсъци между сръбски националисти и косовската полиция. 